# 長浜市立木之本中学校
長浜市立木之本中学校（ながはましりつ きのもとちゅうがっこう）は、滋賀県長浜市にある公立中学校。

## 沿革
- 1947年（昭和22年）4月 - 木之本町立木之本東中学校が開校。
- 1948年（昭和23年）5月10日 - 木之本町と伊香具村の分村に伴い、木之本町立木之本中学校と改称。旧・滋賀県立木之本女学校校舎に移転。
- 1950年（昭和25年）1月 - 木之本町、杉野村、高時村との中学校組合立となり、木之本町杉野村高時村学校組合立伊香中学校と改称。
- 1954年（昭和29年）12月1日 - 木之本町と杉野村・高時村・伊香具村が合併したのに伴い、木之本町立伊香中学校と改称。他に杉野分校と木之本町立伊香具中学校を設置。
- 1955年（昭和30年）4月 - 伊香具中学校を統合し、木之本町立木之本中学校と改称。
- 1965年（昭和40年）4月1日 - 杉野分校を木之本町立杉野中学校として分離。
- 1967年（昭和42年）3月 - 本館が竣工。
- 1999年（平成7年）8月 - 校舎改築工事が完了。
- 2010年（平成22年）1月1日 - 木之本町の長浜市への編入合併に伴い、長浜市立木之本中学校と改称。
- 2020年（令和2年）4月1日 - 長浜市立杉野中学校を編入する。

## 通学区域
旧・木之本町域の全域。

## 周辺

### 北陸本線東側
- 長浜市立木之本小学校
- 滋賀県立伊香高等学校
- 木之本地蔵院
- 国道303号
- 赤川

### 北陸本線西側
- 長浜市役所木之本支所
- 木之本警察署
- 木之本郵便局

## アクセス
- JR北陸本線 木ノ本駅から東へ600m

## 著名な出身者
- 上田慎一郎（映画監督）[1][2]
- 群青（ダンサー）[3]
- 橋本奈穂子（NHKアナウンサー）[4]
- 古澤勝吾（プロ野球選手）[5]